# Conus dellabellai
Espèce
Conus dellabellai est une espèce fossile de mollusques gastéropodes marins de la famille des Conidae.

## Taxonomie

### Publication originale
L'espèce Conus dellabellai a été décrite pour la première fois en 2022 par le malacologiste Italien Giulio Pavia (d) dans « Rivista Italiana di Paleontologia e Stratigrafia »,.